# Halban (Adelsgeschlecht)

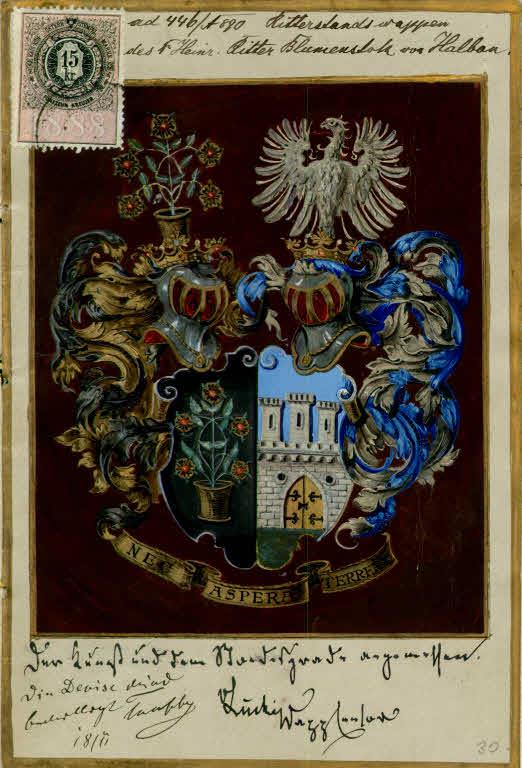
Wappen der „Blumenstock von Halban“ (1890)

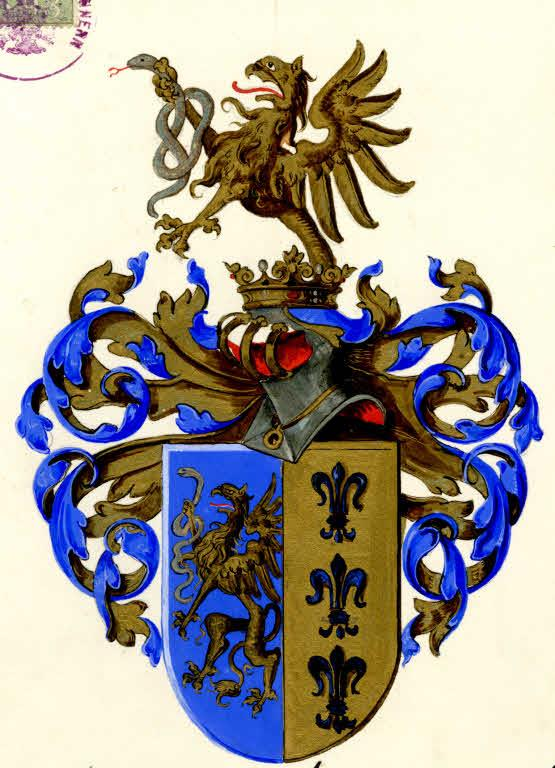
Wappen der „Edlen von Halban“ (1896/7)

Halban ist der Name einer ursprünglich jüdischen, aus Polen stammenden Familie, aus der 1890, 1896/7 und 1917 mehrere Angehörige in den österreichischen Adelsstand erhoben wurden. Der Familienname lautete ursprünglich Blumenstock, seit 1893 nannten sie sich überwiegend Halban. Angehörige dieses Geschlechtes waren vor allem als Mediziner, Juristen und Künstler tätig.

## Geschichte
Die später geadelten Zweige der Familie gehen zurück auf den 1812 geborenen Salomon Blumenstock, einen Kaufmann in Krakau. Er hinterließ aus seiner Ehe vier Söhne und drei Töchter, von denen Heinrich (1844–1902) eine Laufbahn als Jurist und Politiker einschlug und schließlich k.k. Sektionschef und Kanzleidirektor des Abgeordnetenhauses des österreichischen Reichsrates wurde. Er wurde 1890 als „Ritter Blumenstock von Halban“ in den Adelsstand erhoben und nannte sich seit 1893 „Ritter von Halban“. Er war verheiratet mit einer Schwester Victor Adlers; zu seinen Nachkommen gehören der Chemiker Hans von Halban (1877–1947) und dessen Sohn, der Physiker Hans von Halban (1908–1964).
Berta, die Witwe von Heinrich von Halbans älterem Bruder Leo, und deren Söhne Alfred und Heinrich wurden 1896/7 als „Edle von Halban“ in den Adelsstand erhoben.
Der Neffe Heinrich von Halbans, der Gynäkologe und Universitätsprofessor  Josef Halban (1870–1937), heiratete 1910 die Opernsängerin Selma Kurz. 1890 trat er aus dem Judentum aus. Aus seiner Ehe stammen zwei Kinder: die Tochter Désiree, genannt Dési (1912–1996) und der Sohn George (1915–1998). Dési wurde Konzertsopranistin und die Ehefrau des niederländischen Kunsthändlers Jacques Goudstikker, dessen Sammlungen während des Zweiten Weltkrieges von Hermann Göring geplündert wurden. Josef Halban wurde 1917 in den Adelsstand erhoben; Selma Halban-Kurz verstarb 1933 in Wien und wurde auf dem Wiener Zentralfriedhof in einem Ehrengrab beigesetzt. Ihr Grabmal, ein Werk des Bildhauers Fritz Wotruba, löste 1934 eine Auseinandersetzung um die halbnackte liegende Statue aus. 1983 wurde die Halban-Kurz-Straße in Wien-Liesing nach der Sängerin benannt.
Nach dem Untergang der österreichisch-ungarischen Monarchie gingen der Familie mit dem Adelsaufhebungsgesetz 1919 die Nobilitierungen wieder verloren.
Dr. Heinrich von Halban (1844–1902) und seine Familie (Leo, Lora, Maria, Rudolf) sind auf dem Wiener Zentralfriedhof begraben (Gruppe 55A, Nr. 27), Josef von Halban (1870–1937) wurde im Ehrengrab seiner Ehefrau bestattet (Gruppe 14C, Nr. 8).

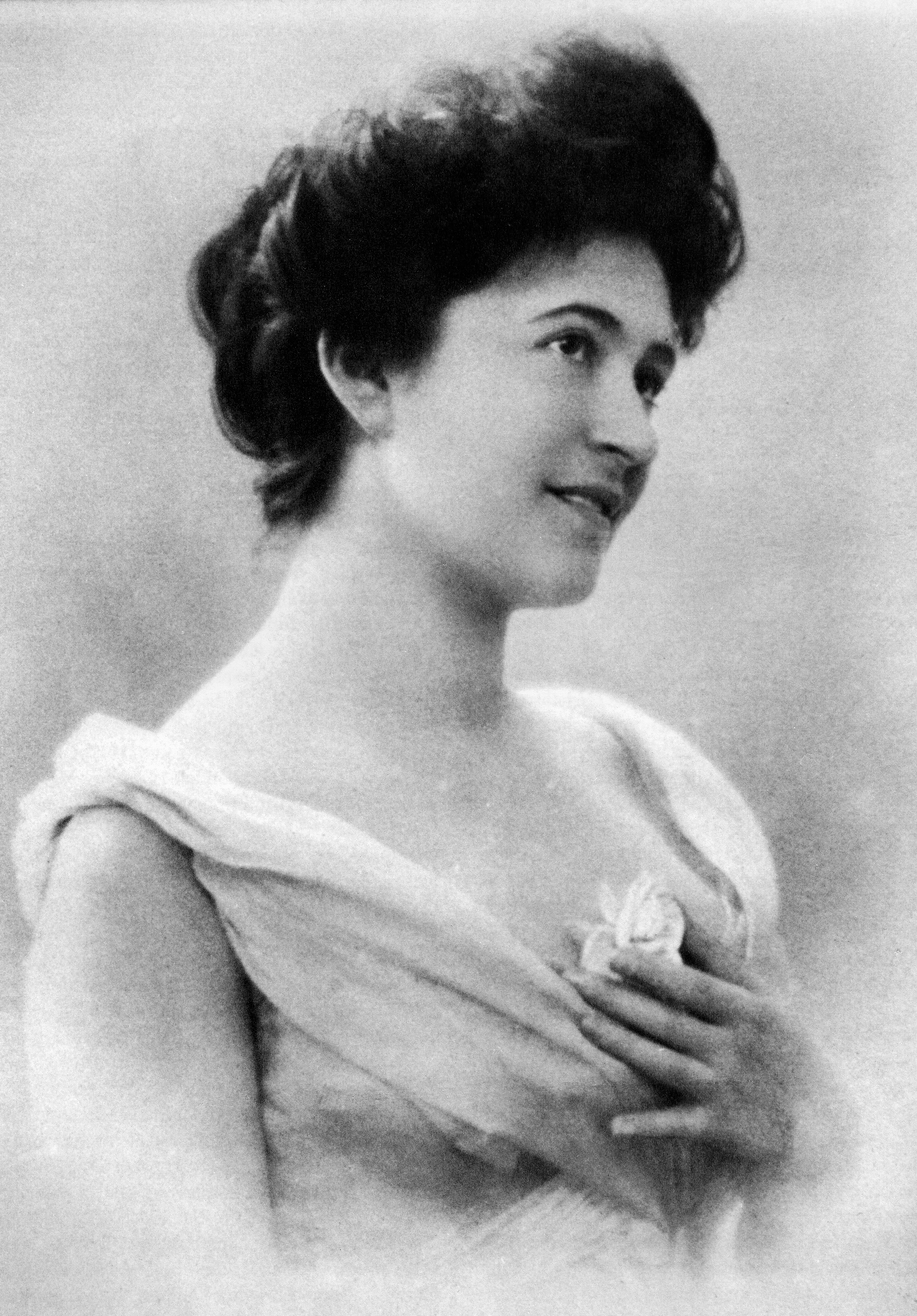
Selma von Halban-Kurz, 1900
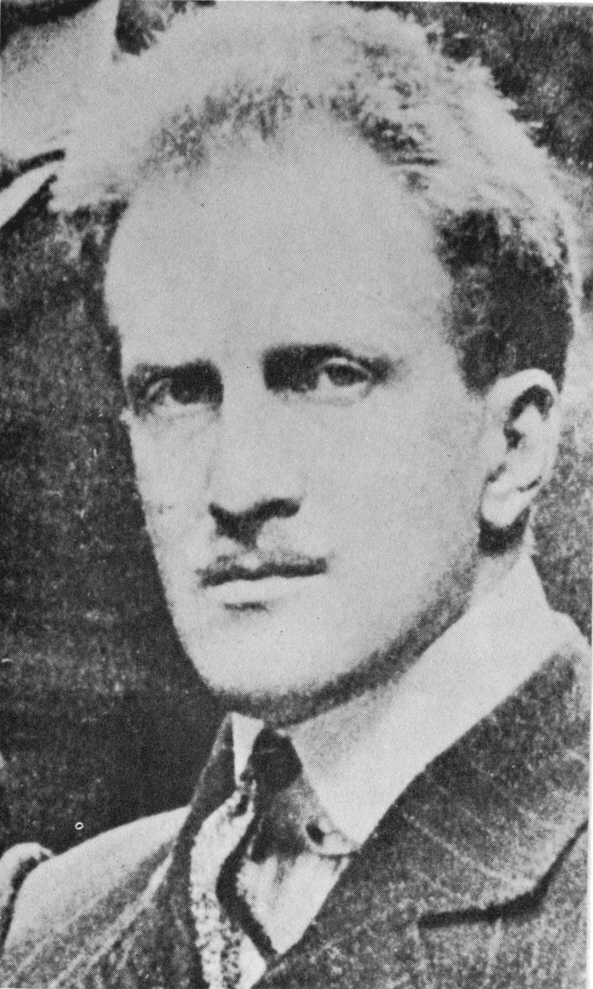
Hans von Halban (1877–1947) in Würzburg, 1909
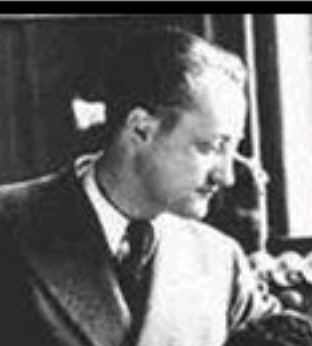
Hans von Halban (1908–1964) in Montreal, 1942

## Genealogie (Auszug)
1. Salomon Blumenstock (1812 –?) ⚭ Gitel Kopelik (1810–1889), und hatte aus dieser Ehe sieben Kinder (vier Söhne, drei Töchter), darunter:
  1. Philipp (1840–1907), Geschäftsmann ⚭ Anna Sara Hinda Damaszek (1852–1901), und hatte aus dieser Ehe 7 Kinder (3 Söhne, 4 Töchter), darunter:
    1. Josef (1870–1937), Gynäkologe und Universitätsprofessor, seit 1917 von Halban ⚭ Selma Kurz (1874–1933), Sängerin, und hatte aus dieser Ehe zwei Kinder:
      1. Désiree (1912–1996), Sängerin ⚭ (I) Jacques Goudstikker (1897–1940), (II) August Eduard von Saher (1890–1973), und hatte aus erster Ehe einen Sohn.
      2. George (1915–1998), Schriftsteller

  2. Leo (1838–1897), Gerichtsmediziner und Universitätsprofessor, ⚭ Berta (lebte 1897 noch), und hatte aus dieser Ehe:
    1. Alfred (1865–1926), Rechtshistoriker und Universitätsprofessor
    2. Heinrich, Assistenzarzt

  3. Heinrich (1844–1902), Jurist und Politiker[3], seit 1890 Ritter Blumenstock von Halban, seit 1893 Ritter von Halban ⚭ Marie Adler (?–1904), Schwester Victor Adlers, und hatte aus dieser Ehe drei Söhne, darunter:
    1. Hans (1877–1947), Chemiker[4] ⚭ Zora Fialka (?–1928), und hatte aus dieser Ehe:
      1. Hans (1908–1964),  Physiker ⚭  (I) N.N. Placzek, (II) Aline Elisabeth de Gunzbourg, (III) Micheline Lazare-Vernier), und hatte Nachkommen